# ویاچسلاف کبیچ
ویاچسلاف کبیچ (بلاروسی: Вячаслаў Францавіч Кебіч؛ زادهٔ ۱۰ ژوئن ۱۹۳۶ – درگذشته ۹ دسامبر ۲۰۲۰) یک سیاست‌مدار اهل بلاروس که از ۱۹ سپتامبر ۱۹۹۱ تا ۲۱ ژوئیه ۱۹۹۴ نخست‌وزیر این کشور بود.

## نخست‌وزیر بلاروس
وی اولین نخست‌وزیر بلاروس بود که از سال ۱۹۹۱ تا ۱۹۹۴ مشغول به کار بود، از سال ۱۹۹۰ دفتر معادل اتحاد جماهیر شوروی بلاروسی را در اختیار داشت. در اوایل فوریه ۱۹۹۴ او همچنان به مبارزات خود برای اتحادیه پولی با روسیه ادامه خواهد داد، همان‌طور که هم‌اکنون انجام داده و می‌کنم. این فقط مسئله شرایط اقتصادی نیست. ما با نزدیکترین پیوندهای معنوی به هم پیوند خورده‌ایم. ما یک تاریخ مشترک و فرهنگ‌های مشابه داریم. در اوایل ماه مارس او به پارلمان گفت که روابط بلاروس و روسیه اولویت اصلی سیاست خارجی مینسک است، "به دلیل جامعه فرهنگ بلاروس و روسیه، منافع مشابه دو ملت برادرانه.